# دوغلاس كار
دوغلاس كار (17 مارس 1872 في المملكة المتحدة - 23 مارس 1950 في المملكة المتحدة) (بالإنجليزية: Douglas Carr)‏ هو لاعب كريكت بريطاني (وحمل سابقاً جنسية المملكة المتحدة لبريطانيا العظمى وأيرلندا). شارك مع منتخب إنجلترا للكريكت. أما مع النوادي، فقد لعب مع Kent County Cricket Club ‏.

## وصلات خارجية
- دوغلاس كار على موقع إي آس بي آن كريك إنفو (الإنجليزية)